# Dreeßel
Dreeßel è una frazione (Stadtteil) della città di Visselhövede, nel land della Bassa Sassonia, in Germania.

## Storia
Già comune autonomo nel circondario di Rotenburg an der Wümme, fu soppresso e incorporato a Visselhövede il 1º marzo 1974.